# Virgin MVR-02
A Virgin MVR-02 egy Formula–1-es versenyautó, melyet a Marussia Virgin Racing versenyeztetett a 2011-es Formula–1 világbajnokság során. Pilótái Timo Glock és Jerome d'Ambrosio voltak.

## Áttekintés
Ebben az évben a csapatot megvásárolta az orosz sportautógyártó cég, a Marussia. Elődjéhez hasonlóan ezt a kasztnit is Nick Wirth tervezte, méghozzá kizárólag számítógépes áramlásmodellezés (CFD) segítségével, szélcsatorna helyett. Nem kapott helyet benne a kinetikus energia-visszanyelő rendszer sem (KERS), helyette a hidraulikus rendszert és a váltót fejlesztették, amelyek az előző autó neuralgikus pontjai voltak. Az MVR-02-es is kihasználta a befújt diffúzor adta lehetőségeket, amíg a technikát be nem tilttták a brit nagydíjat megelőzően. Az előző modell esetében komoly probléma volt, hogy az alulméretezett üzemanyagtank miatt a benzin hajlamos volt kifogyni még a verseny vége előtt. Az MVR-02-es tankja úgy lett nagyobb, hogy közben a kasztni mérete lényegében változatlan maradt. Az orr elején található légbeömlő nyílás a Marussia B2 utcai autóhoz hasonló megoldást kapott.

## A szezon
A fejlesztések ellenére a csapat borzalmasan kezdte az idényt, melynek köszönhetően Nick Wirth tervezőt is kirúgták a csapattól. A szezonnyitó ausztrál nagydíjon az utolsó előtti sorba kvalifikáltak, viszont a futam során Glock egy mechanikus probléma miatt extrém sokáig kellett hogy várakozzon a boxutcában. Emiatt a táv kevesebb mint 90 százalékát futotta le, és bár végül célbaért, nem rangsorolták. D'Ambrosio csak úgy lett tizennegyedik, hogy a két Saubert diszkvalifikálták.
Malajziában d'Ambrosio balesetet szenvedett a szabadedzésen, amikor eltört a felfüggesztése. Az első fejlesztéseket a török nagydíjon kapta meg Glock, ennek ellenére az ő autója volt a lassabb a hétvége folyamán. Ráadásul mechanikus probléma miatt végül el sem tudott rajtolni a futamon. Spanyolországban már mindkét autó megkapta a fejlesztéseket. Monacóban Glock felfüggesztése hibásodott meg, d'Ambrosio viszont a 15. helyen ért célba. Kanadában érték el egész éves legjobb eredményüket, a 14-15. helyezésekkel. Belgiumban d'Ambrosio a saját hazai versenyén nem volt képes megfutni a 107 százalékos időt, de engedélyezték a futamon való indulását, mert változóak voltak az időjárási körülmények.
Az évet a csapat nulla ponttal az utolsó, tizenkettedik helyen zárta.

## Eredmények
| Év   | Csapat                 | Motor           | Gumik | Pilóták    | 1   | 2   | 3   | 4   | 5   | 6   | 7   | 8   | 9   | 10  | 11  | 12  | 13  | 14  | 15  | 16  | 17  | 18  | 19  | Pontok | Helyezés |
| ---- | ---------------------- | --------------- | ----- | ---------- | --- | --- | --- | --- | --- | --- | --- | --- | --- | --- | --- | --- | --- | --- | --- | --- | --- | --- | --- | ------ | -------- |
| 2011 | Marussia Virgin Racing | Cosworth CA2011 | P     |            | AUS | MAL | CHN | TUR | ESP | MON | CAN | EUR | GBR | GER | HUN | BEL | ITA | SIN | JPN | KOR | IND | ABU | BRA | 0      | 12.      |
| 2011 | Marussia Virgin Racing | Cosworth CA2011 | P     | Glock      | NR  | 16  | 21  | NI  | 19  | KI  | 15  | 21  | 16  | 17  | 17  | 18  | 15  | KI  | 20  | 18  | KI  | 19  | KI  | 0      | 12.      |
| 2011 | Marussia Virgin Racing | Cosworth CA2011 | P     | d'Ambrosio | 14  | KI  | 20  | 20  | 20  | 15  | 14  | 22  | 17  | 18  | 19  | 17  | KI  | 18  | 21  | 20  | 16  | KI  | 19  | 0      | 12.      |

† - nem fejezte be a futamot, de rangsorolták, mert teljesítette a versenytáv 90 százalékát.